# Pech
Pour les articles homonymes, voir Pech (homonymie).
Pech est une commune française située dans le sud-est du département de l'Ariège, en région Occitanie. Sur le plan historique et culturel, la commune fait partie du pays du Sabarthès, structuré par la haute vallée de l'Ariège en amont du pays de Foix avec Tarascon-sur-Ariège comme ville principale.
Exposée à un climat océanique altéré, elle est drainée par le ruisseau de la gargante et par deux autres cours d'eau. La commune possède un patrimoine naturel remarquable composé d'une zone naturelle d'intérêt écologique, faunistique et floristique.
Pech est une commune rurale qui compte 37 habitants en 2022, après avoir connu un pic de population de 242 habitants en 1821. Ses habitants sont appelés les Péchois ou Péchoises.

## Géographie
Commune des Pyrénées dont le territoire de Pech est traversé par la route d'accès au plateau de Beille jusqu'à 3 km de la station. Situé sur un replat, le village de Pech est distant de 500 mètres du petit bourg Les Cabannes. Adossé à la chaîne centrale des Pyrénées, Pech domine la vallée de l'Ariège et fait face aux falaises du Quié de Lujat.

### Communes limitrophes
Les communes limitrophes sont Albiès, Aston, Les Cabannes et Château-Verdun.
|                | Les Cabannes |        |
| Château-Verdun | Pech         | Albiès |
|                | Aston        |        |

### Géologie et relief
La commune est située dans les Pyrénées, une chaîne montagneuse jeune, érigée durant l'ère tertiaire (il y a 40 millions d'années environ), en même temps que les Alpes. Les terrains affleurants sur le territoire communal sont constitués de roches pour partie sédimentaires et pour partie métamorphiques datant du Paléozoïque, une ère géologique qui s'étend de −541 à −252,2 Ma (millions d'années). La structure détaillée des couches affleurantes est décrite dans la feuille « n°1087 - Vicdessos » de la carte géologique harmonisée au 1/50 000ème du département de l'Ariège, et sa notice associée.
La superficie cadastrale de la commune publiée par l’Insee, qui sert de références dans toutes les statistiques, est de 4,81 km2,. La superficie géographique, issue de la BD Topo, composante du Référentiel à grande échelle produit par l'IGN, est quant à elle de 4,88 km2. Son relief est particulièrement escarpé puisque la dénivelée maximale atteint 1 196 mètres. L'altitude du territoire varie entre 533 m et 1 729 m.

### Hydrographie

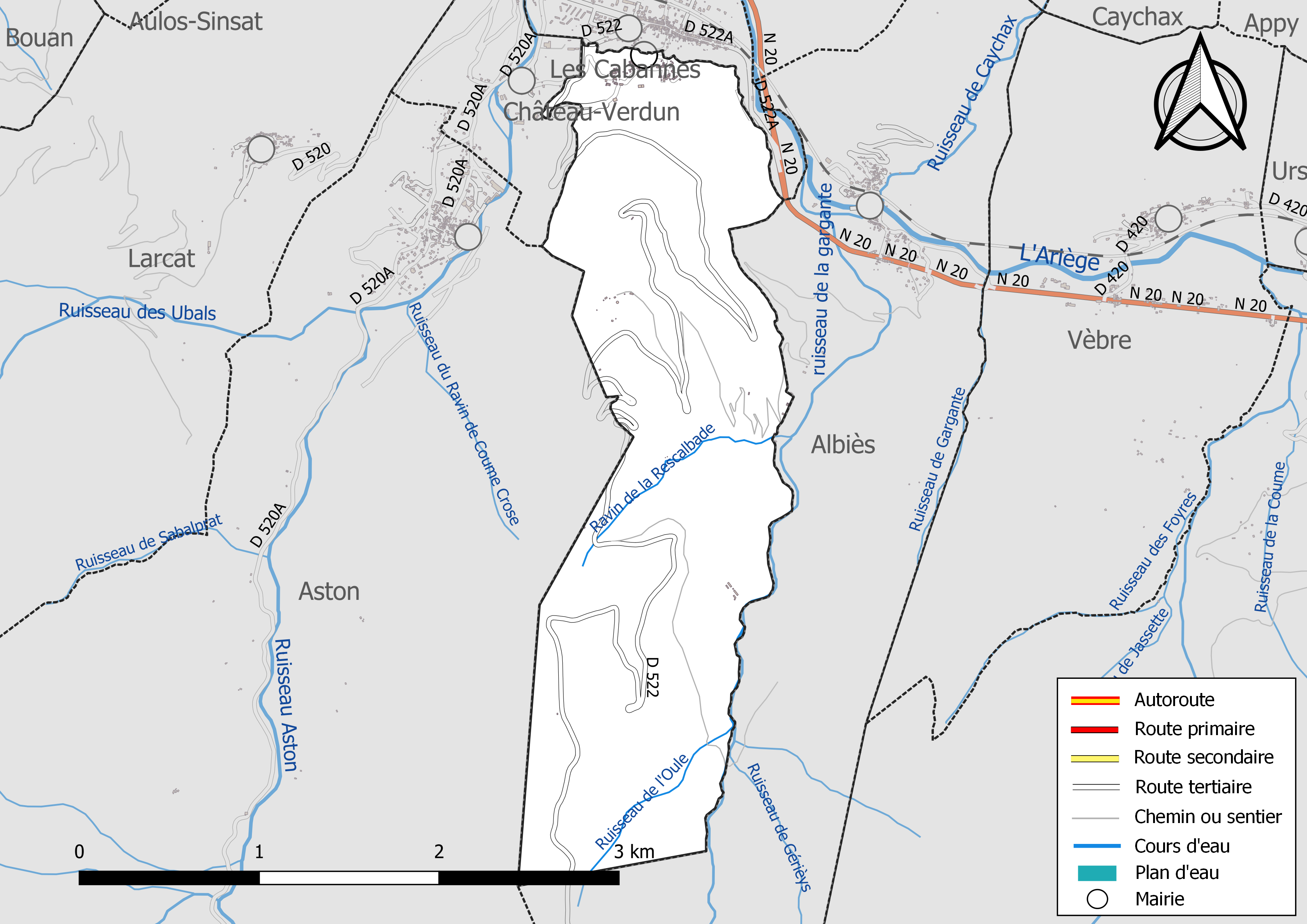
Réseaux hydrographique et routier de Pech.

La commune est dans le bassin versant de la Garonne, au sein du bassin hydrographique Adour-Garonne. Elle est drainée par le ruisseau de la gargante, le ravin de la Rescalbade et le ruisseau de l'Oule, constituant un réseau hydrographique de 4 km de longueur totale,.

### Climat
Pour des articles plus généraux, voir Climat de l'Occitanie et Climat de l'Ariège.
En 2010, le climat de la commune est de type climat océanique altéré, selon une étude s'appuyant sur une série de données couvrant la période 1971-2000. En 2020, Météo-France publie une typologie des climats de la France métropolitaine dans laquelle la commune est exposée à un climat de montagne et est dans la région climatique Pyrénées centrales, caractérisée par une pluviométrie annuelle de 1 000 à 1 200 mm.
Pour la période 1971-2000, la température annuelle moyenne est de 11,7 °C, avec une amplitude thermique annuelle de 14,8 °C. Le cumul annuel moyen de précipitations est de 1 047 mm, avec 9,1 jours de précipitations en janvier et 6,9 jours en juillet. Pour la période 1991-2020, la température moyenne annuelle observée sur la station météorologique la plus proche, située sur la commune d'Aston à 2 km à vol d'oiseau, est de 5,9 °C et le cumul annuel moyen de précipitations est de 1 103,9 mm,. Pour l'avenir, les paramètres climatiques de la commune estimés pour 2050 selon différents scénarios d'émission de gaz à effet de serre sont consultables sur un site dédié publié par Météo-France en novembre 2022.

## Urbanisme

### Typologie
Au 1er janvier 2024, Pech est catégorisée commune rurale à habitat très dispersé, selon la nouvelle grille communale de densité à 7 niveaux définie par l'Insee en 2022.
Elle est située hors unité urbaine et hors attraction des villes,.

### Occupation des sols
L'occupation des sols de la commune, telle qu'elle ressort de la base de données européenne d’occupation biophysique des sols Corine Land Cover (CLC), est marquée par l'importance des forêts et milieux semi-naturels (96 % en 2018), en augmentation par rapport à 1990 (94,9 %). La répartition détaillée en 2018 est la suivante : 
forêts (83,6 %), milieux à végétation arbustive et/ou herbacée (12,3 %), zones urbanisées (3 %), zones agricoles hétérogènes (1 %). L'évolution de l’occupation des sols de la commune et de ses infrastructures peut être observée sur les différentes représentations cartographiques du territoire : la carte de Cassini (XVIIIe siècle), la carte d'état-major (1820-1866) et les cartes ou photos aériennes de l'IGN pour la période actuelle (1950 à aujourd'hui).

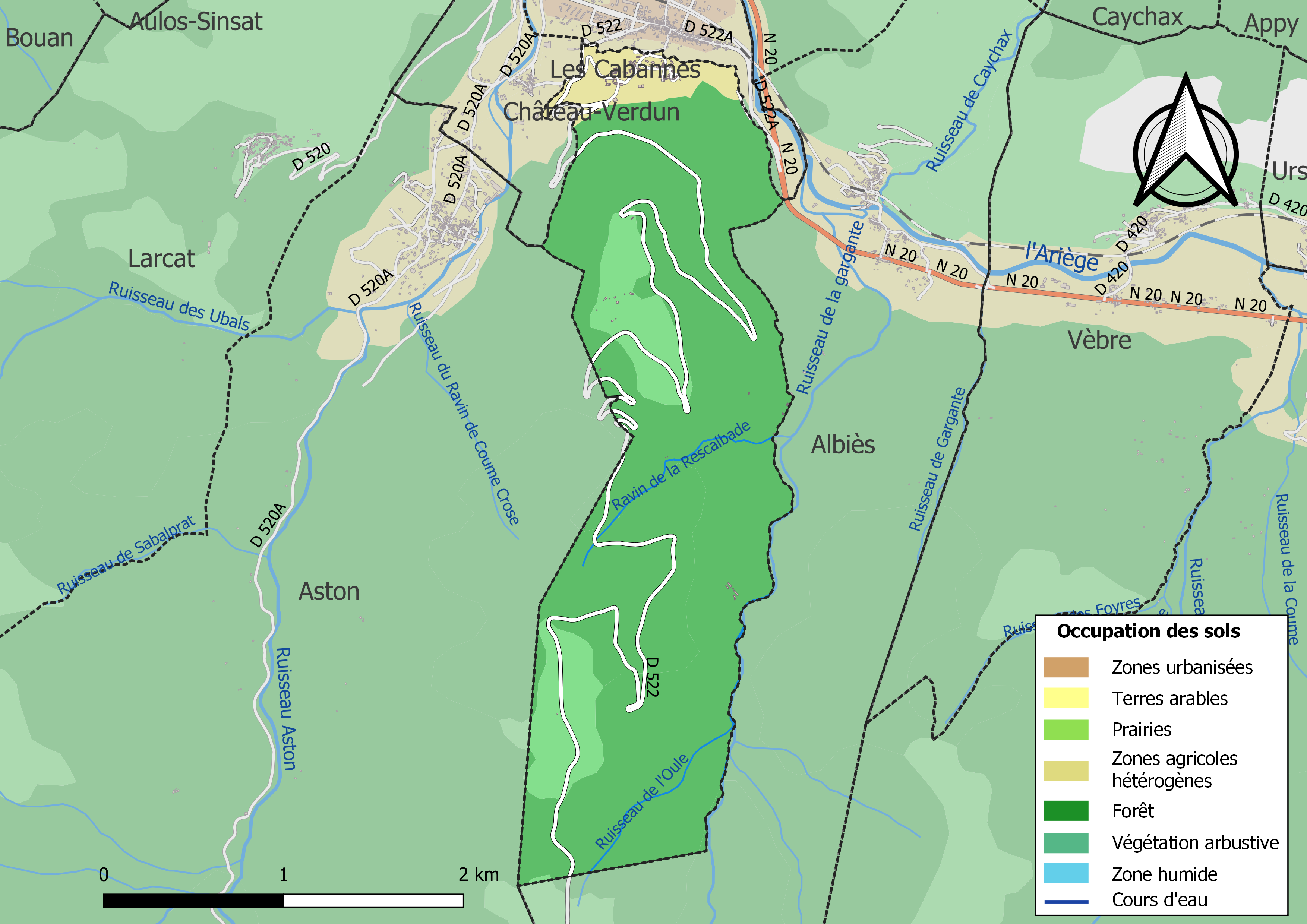
Carte des infrastructures et de l'occupation des sols de la commune en 2018 (CLC).

### Habitat et logement
En 2018, le nombre total de logements dans la commune était de 47, alors qu'il était de 52 en 2013 et de 47 en 2008.
Parmi ces logements, 46,5 % étaient des résidences principales, 53,5 % des résidences secondaires et 0 % des logements vacants. Ces logements étaient pour 100 % d'entre eux des maisons individuelles et pour 0 % des appartements.
Le tableau ci-dessous présente la typologie des logements à Pech en 2018 en comparaison avec celle de l'Ariège et de la France entière. Une caractéristique marquante du parc de logements est ainsi une proportion de résidences secondaires et logements occasionnels (53,5 %) supérieure à celle du département (24,6 %) et à celle de la France entière (9,7 %). Concernant le statut d'occupation de ces logements, 95,5 % des habitants de la commune sont propriétaires de leur logement (82,6 % en 2013), contre 66,3 % pour l'Ariège et 57,5 % pour la France entière.
| Typologie                                               | Pech | Ariège | France entière |
| ------------------------------------------------------- | ---- | ------ | -------------- |
| Résidences principales (en %)                           | 46,5 | 65,7   | 82,1           |
| Résidences secondaires et logements occasionnels (en %) | 53,5 | 24,6   | 9,7            |
| Logements vacants (en %)                                | 0    | 9,7    | 8,2            |

### Risques majeurs
Le territoire de la commune de Pech est vulnérable à différents aléas naturels : inondations, climatiques (grand froid ou canicule), feux de forêts, mouvements de terrains et séisme (sismicité modérée). Il est également exposé à un risque technologique,  la rupture d'un barrage,.

#### Risques naturels

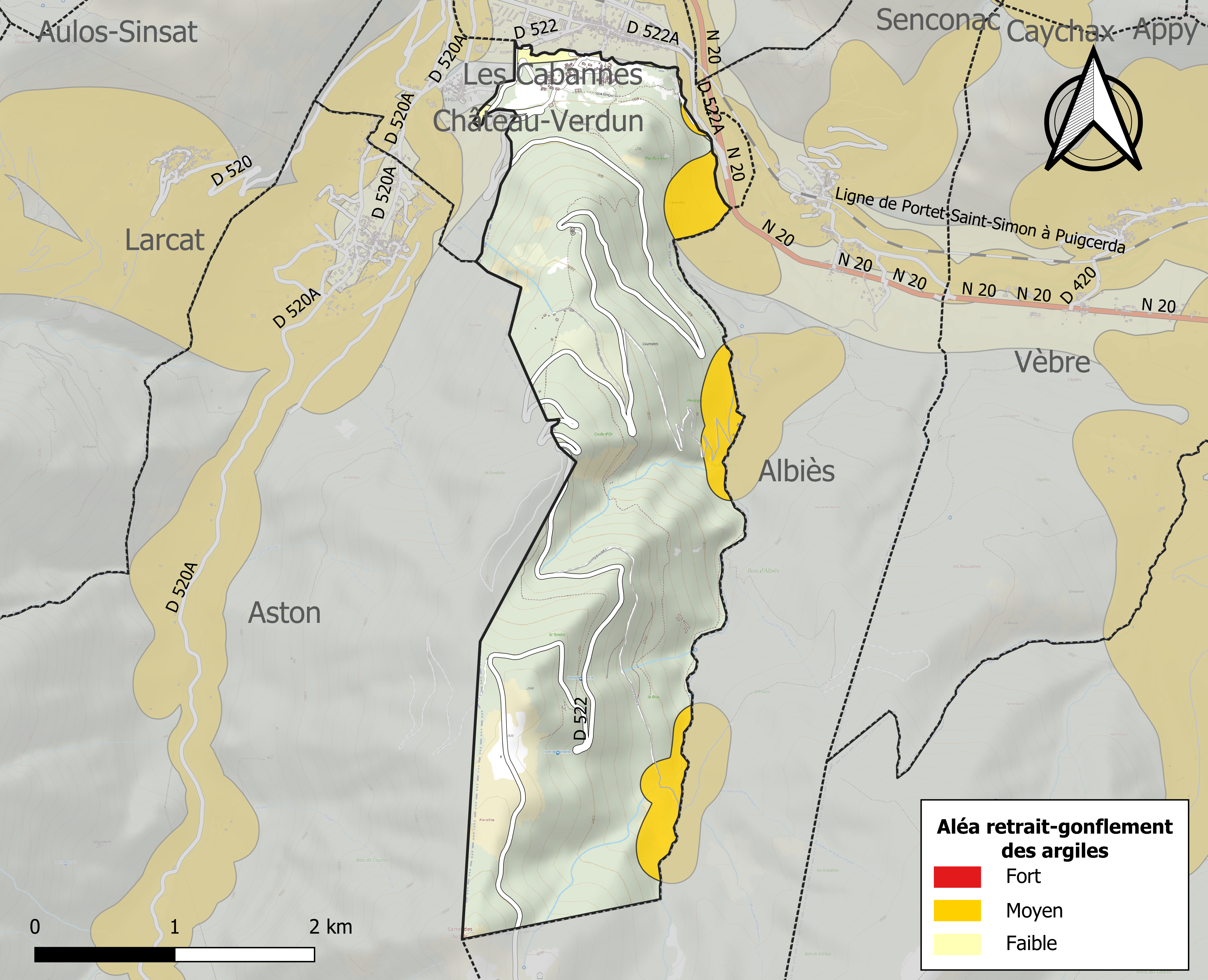
Zonage de l'aléa retrait-gonflement des argiles sur la commune de Pech.

Certaines parties du territoire communal sont susceptibles d’être affectées par le risque d’inondation par crue torrentielle d'un cours d'eau, ou ruissellement d'un versant.
Les mouvements de terrains susceptibles de se produire sur la commune sont soit des chutes de blocs, soit des glissements de terrains, soit des mouvements liés au retrait-gonflement des argiles. Près de 50 % de la superficie du département est concernée par l'aléa retrait-gonflement des argiles, dont la commune de Pech. L'inventaire national des cavités souterraines permet par ailleurs de localiser celles situées sur la commune.
Ces risques naturels sont pris en compte dans l'aménagement du territoire de la commune par le biais d'un plan de prévention des risques (PPR) inondation et mouvement de terrain approuvé le 16 octobre 2006.

#### Risques technologiques
Dans le département de l’Ariège on dénombre cinq grands barrages susceptibles d’occasionner des dégâts en cas de rupture. La commune fait partie des 80 communes susceptibles d’être touchées par l’onde de submersion consécutive à la rupture d’un de ces barrages. Elle est en effet dans la zone de proximité immédiate d'un barrage classé PPI.

## Toponymie
Du point de vue toponymique, « Pech » est la retranscription française de l'occitan puèg qui dérive du latin Podium et désigne un endroit plat et surélevé.

## Histoire

### Origines anciennes
On sait bien peu de choses sur les origines lointaines du village. La haute vallée de l'Ariège fut peuplée par l'homme depuis des temps très reculés comme l'attestent les innombrables traces préhistoriques. L'occupation humaine du site de Pech n'est certainement pas aussi ancienne. Les premiers agriculteurs sédentaires qui se sont installés dans l'actuel canton des Cabannes ont recherché des sols légers et faciles à travailler avec un accès facile à l'eau. Ils ont également privilégié pour leur installation les sites de soulanes favorisés par une durée plus longue d'ensoleillement au détriment des fonds de vallée profitant aussi de la proximité de vastes terres de parcours et d'estives pour leurs troupeaux. Or le site de Pech, bien qu'offrant un replat dans cet espace très accidenté, se situe sur le versant à l'ombre c'est-à-dire sur l'ubac. Ce n'est certainement pas ce site que les hommes ont retenu en premier lorsqu'ils se sont installés dans cette partie de la haute vallée de l'Ariège.
Les villages de Larcat, Sinsat, Senconac et autres villages à la toponymie antique sont certainement plus anciens que Pech qui n'existait sans doute pas encore à l'époque gallo-romaine.

### Moyen Âge

#### Évolution de la population et de l'habitat
C'est probablement entre le Ve et le Xe siècle avec la poussée démographique qu'un premier habitat est apparu sur le site de Pech. Avec l'époque médiévale, les écrits, les documents d'archives et les traces archéologiques nous en disent plus à ce sujet.
Le rôle des feux du comté de Foix, document fiscal réalisé en 1390 sous le règne de Gaston Fébus comte de Foix-Béarn nous livre les noms de quelques chefs de maison qui occupaient le site de Pech. Malgré la déchirure d'un feuillet où se trouvait 4 noms de familles, Pech (écrit « Pueg ») comptait 8 feux, c'est-à-dire 8 familles, ce qui est bien peu au regard de Verdun qui à la même époque comptait plus de 30 feux. De plus, divers documents montrent qu'en 1385 des gens de Pech payaient la dîme dans la paroisse de Château-Verdun sous le patronage de saint Martin. L'habitat le plus ancien semblait être situé au quartier de Montels sur une petite colline qui domine le reste du village. Dans sa thèse sur les fortifications dans le Sabarthès du début du XIe siècle au début du XVe siècle, Florence Guillot émet l'hypothèse que Montels fut sans doute un village castral dont le développement fut étouffé à cause de la proximité de Château-Verdun. D'après les relevés de terrain, Montels aurait peut-être pu abriter un ouvrage fortifié, ce qui expliquerait l'agencement de l'habitat sur et autour de la colline.

#### La coseigneurie de Château-Verdun
Durant le Moyen Âge, Pech a ainsi appartenu à la coseigneurie de Château-Verdun. La coseigneurie de Château-Verdun était née d'une division de l'ancienne viguerie du Sabarthès probablement au cours du XIe siècle, moment où se mit en place la féodalité. Cette seigneurie était entourée de celles de Lordat, de Luzenac, de Miglos et de Cazenave. Les premières mentions écrites des seigneurs de Château-Verdun apparaissent au milieu du XIIe siècle et un château est mentionné en 1213. Le château féodal dont les ruines dominent encore aujourd'hui le village de Château-Verdun fut le siège de cette seigneurie. Une famille, celle des Arnaud, auraient reçu en fief la terre de Château-Verdun du comte de Foix qui en conserva toutefois la propriété indivise du tiers. Ce tiers restant fut érigé en 1243 en une seigneurie distincte organisée autour d'Aston. La seigneurie d'Aston nouvellement créée fut ensuite transmise à un fils bâtard du comte Roger IV de Foix, nommé Loup de Foix. Ses descendants en demeurèrent seigneurs jusqu'en 1609 date à laquelle elle fut rachetée et incorporée à la seigneurie de Château-Verdun désormais appelée Baronnie de Gudanes. Les Arnaud de Château-Verdun appartenaient aux fidèles des comtes de Foix et participèrent à de nombreux événements importants à leurs côtés. Ils durent pendant le Moyen Âge partager la propriété de la seigneurie avec d'autres co-seigneurs étrangers qui se la transmirent par le biais des ventes, successions et donations.

#### Le catharisme

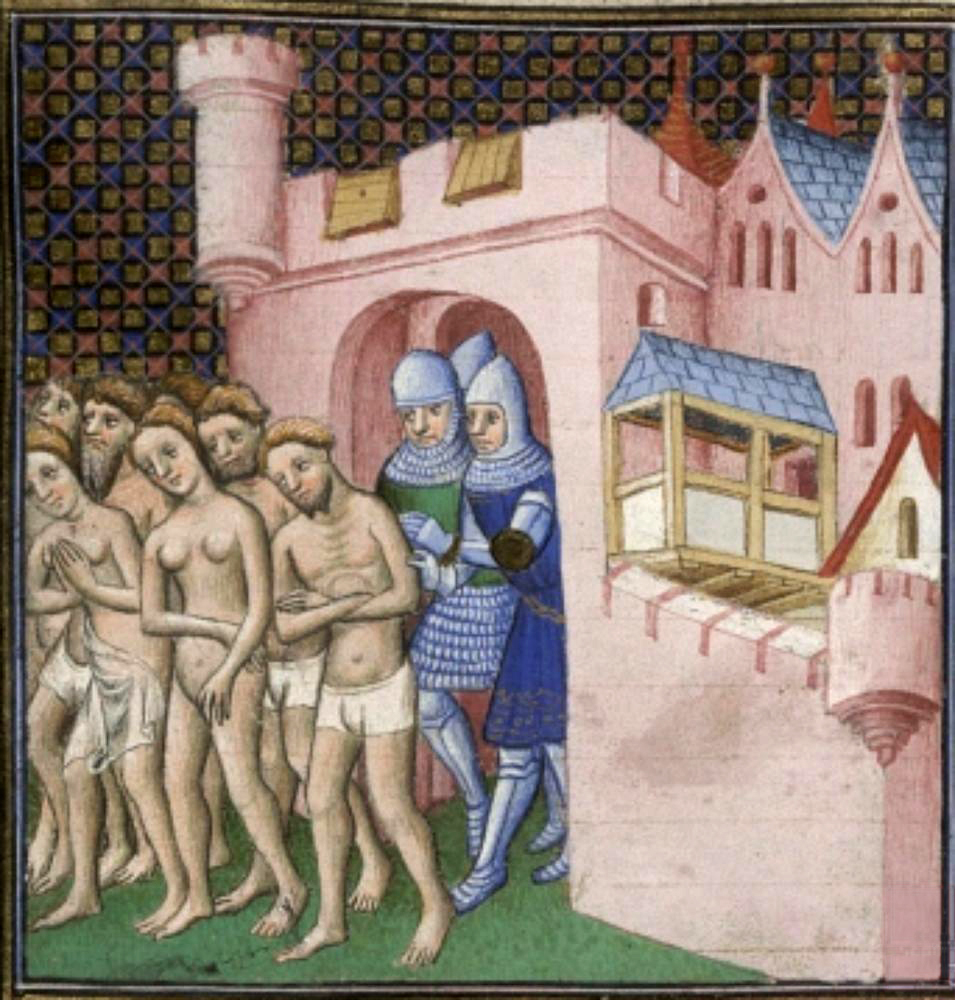
L'expulsion des Cathares lors de la croisade contre les Albigeois.

Certains co-seigneurs de Château-Verdun devinrent de fervents cathares comme Athon Ier et son épouse Séréna de Mirepoix. Il ne fait aucun doute que l'hérésie cathare se propagea rapidement dans les villages autour de Pech mais l'on ne sait pas avec certitude si le nombre de parfaits était important. La seigneurie de Château-Verdun échappa sans doute aux ravages de la croisade des albigeois car en 1229, Athon Ier fit sa soumission aux croisés et rendit un hommage lige à Paris au roi Louis IX mais il conserva secrètement ses convictions hérétiques. Ses successeurs n'abandonnèrent pas le catharisme et beaucoup d'entre eux furent inquiétés et réprimés par l'Inquisition dans les années qui suivirent car ils donnaient refuge à des hérétiques en fuite après le siège de Montségur. À partir du XIVe siècle, la répression contre les cathares se relâcha dans le Sabarthès et en 1369 le tribunal inquisitorial de Pamiers fut supprimé. Pech a-t-il échappé aux malheurs qui frappèrent l'Europe à la fin du Moyen Âge ? Il est extrêmement difficile de l'affirmer. Emmanuel Le Roy Ladurie remarque que le haut-Sabarthès fut touché par la Peste noire qui se diffusa dans toute l'Europe Occidentale au milieu du XIVe siècle. On sait en revanche que l'habile politique de Gaston Fébus mit le comté de Foix-Béarn à l'abri des ravages de la guerre de Cent Ans.

### Époque moderne

#### La poussée démographique et l'habitat

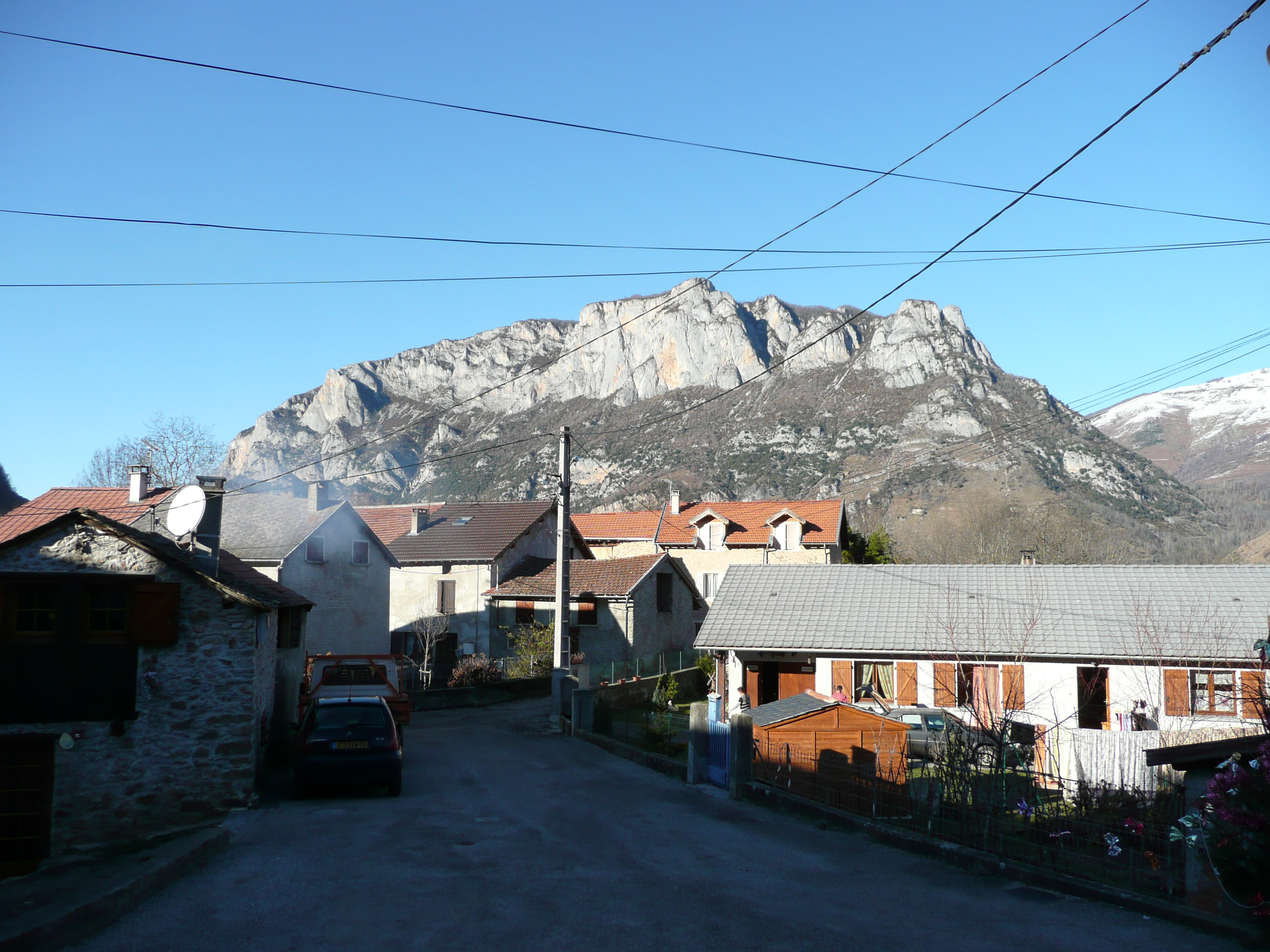
Vue du quartier de Montels à Pech.

Il est fort probable qu'à l'époque moderne, la population de Pech soit devenue plus importante qu'elle ne l'était au Moyen Âge. En 1617, les dix villages appartenant à la seigneurie de Château-Verdun que l'on appelle désormais baronnie de Gudanes comptait 786 feux allumants soit environ 3 144 habitants. L'amélioration des conditions de vie, des techniques agricoles, l'introduction de nouvelles plantes comme la pomme de terre très adaptée aux terroirs humides des Pyrénées ne sont pas étrangers a cette évolution. Au mois d'août 1631, la peste qui ravageait à cette époque le Languedoc se déclara aux Cabannes et il est fort possible que des habitants de Pech furent atteints de celle que l'on surnommait le maïchant mal dans les registres. En 1765, le nombre d'habitants de la Baronnie était évalué à plus de 5000.

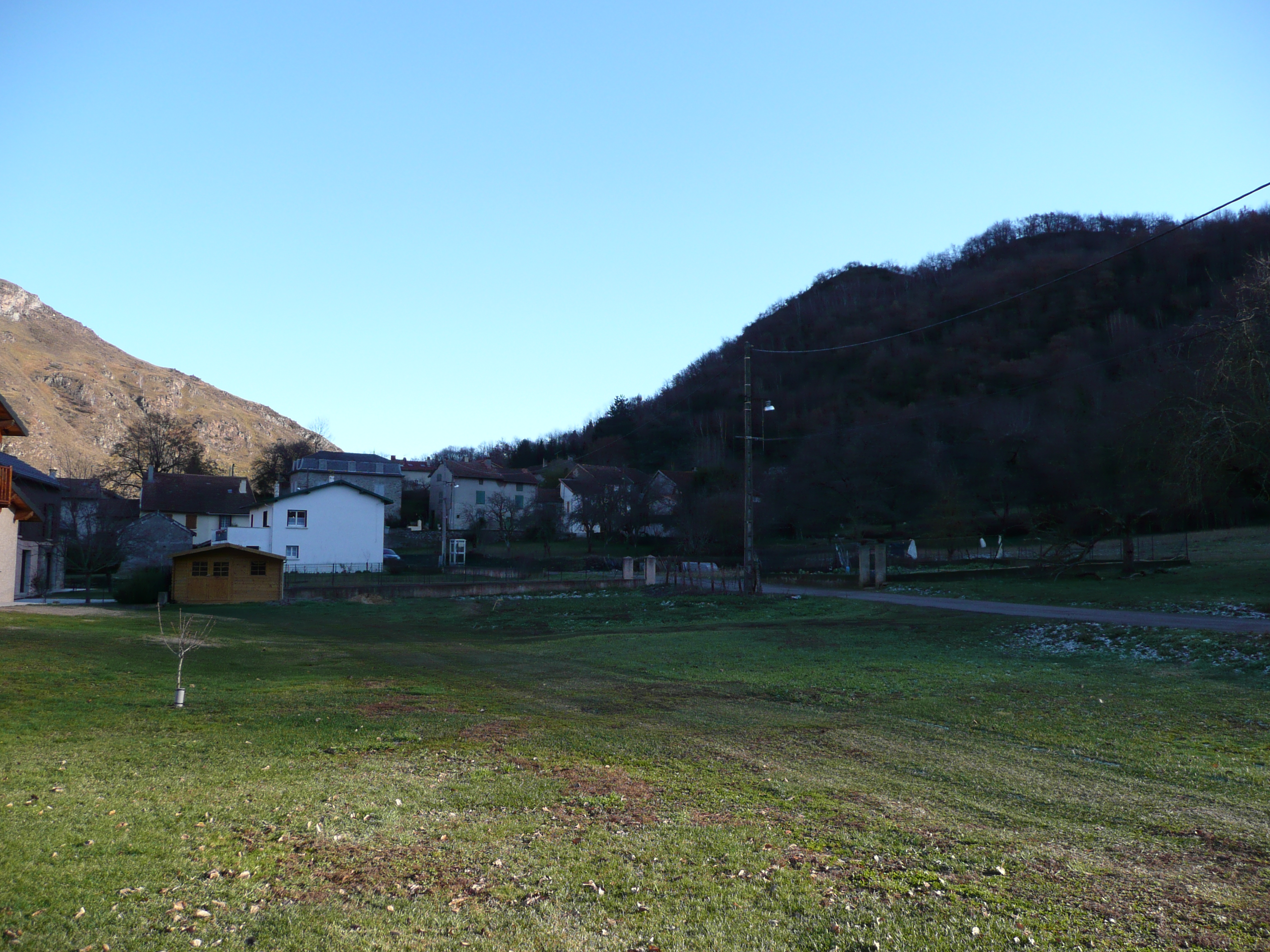
Vue du quartier Labernèse depuis Labeyre.

C'est sans doute à cette époque que le village prit la forme qui est peu de chose près la même que celle d'aujourd'hui. Dans les registres de la paroisse Saint-Martin du XVIIIe siècle, Pech est mentionné comme un hameau des Cabannes. La structure du village n'est pas unie autour d'une église ou d'une rue principale mais éclatée en quartiers séparés les uns des autres par des champs et prés. Certains quartiers sont plus anciens que d'autres et leur nom rappelle parfois celui de leurs premiers occupants. Ainsi le nom du quartier de Montels provient probablement d'une famille qui s'appelait Montels et qui vivait à Pech (en 1633, un certain Montserrat Galhard Montels habitait Pech et tenait en affermage la forge d'Aston avec un associé). Le quartier de Sérène plus récent doit son nom a une importante famille qui vivait à Pech au XIXe siècle. Les autres noms de quartiers ont une signification liée au lieu où ils se trouvent : Labeyre rappelle sans doute à la présence de terres labourables et Labernèse renvoi à une belle exposition du soleil. La place où se déroulait en automne la fête patronale du village se trouvait entre le quartier de Sérène et le quartier Labernèse. Elle était dotée d'un ormeau en dessous duquel se faisait traditionnellement la levée des impôts. Pech n'a jamais possédé d'église car ses habitants dépendaient de l'église Saint-Martin des Cabannes pour les offices et les sacrements tout comme pour les sépultures.

#### La famille De Salles, nouveaux seigneurs de la Baronnie de Gudanes
En 1549, les documents écrits font mention d'un nouveau co-seigneurs en la personne de Raimond de Salles. Par le biais de nombreux rachats, ses descendants vont s'emparer des parts des autres co-seigneurs et acquérir en 1609 la seigneurie voisine d'Aston. Dans les siècles qui suivirent, la Baronnie de Gudanes devint donc la propriété de la seule famille De Salles.

#### Troubles pendant les guerres de Religion
Dans les années 1560, la baronnie de Gudanes fut dirigée par un seigneur de cette même famille nommé Fantillon De Salles, notoirement connu pour être protestant. En 1567, celui-ci protégeait des protestants de Pamiers en fuite. Ces protestants furent massacrés dans le village des Cabannes par des troupes catholiques venues de Castelnau de Durban le 25 mai 1567. Le 27 septembre 1568, Fantillon de Salles, à la tête d'une bande de huguenots vint s'emparer en représailles de Tarascon et massacra de nombreux catholiques. Les habitants de la Baronnie de Gudanes qui ne partageaient pas les convictions religieuses de leur seigneur en ces temps troubles des guerres de Religion et, probablement pour d'autres motifs qui nous échappent, s'en prirent violemment à lui. En 1580, des habitants assiégèrent le château, le pillèrent et le saccagèrent. Il n'est pas possible de dire si des habitants de Pech participèrent à cet événement. Fantillon de Sale fut contraint avec sa troupe de fuir de nuit dans les montagnes. À la suite de cela, il fut massacré par la population dans des conditions obscures et mal connues. De cet épisode, il faut en conclure que le protestantisme ne s'implanta jamais dans la Haute-Ariège, ni à Pech ni dans les villages voisins de la Baronnie. Il faut également préciser que le comté de Foix duquel dépendait Pech et la co-seigneurie de Gudanes furent rattachés à cette époque au domaine royal avec le sacre le sacre d'Henri IV qui était également comte de Foix-Béarn.

#### Pech et la Baronnie de Gudanes jusqu'au début de la Révolution française
Jean-Paul De Salles hérita de la Baronnie de Gudanes à la mort de son frère Fantillon. Il était catholique contrairement à ce dernier. Il s'appliqua à acheter pour 4 000 livres la seigneurie d'Aston en 1609 aux héritiers des Foix-Rabat et entra en conflit avec les consuls de Tarascon au sujet de la possession de la montagne du Quié de Verdun. Jean-Paul De Salles jouissait d'une grande réputation car les États de Foix le choisirent pour faire partie du comité de rédaction des cahiers et mémoires qui furent présentés lors de la réunion des États généraux en 1614. Ainsi commençaient à se préciser les limites de la Baronnie jusqu'à la Révolution française. Elle s'étendait au milieu du XVIIe siècle sur près de 20 000 hectares, du massif du Tabe jusqu'à l'Andorre incorporant la partie basse du bassin de l'Ariège entre Bouan et Albiès avec le bassin versant de la rivière d'Aston et ses immenses territoires de montagnes. Elle englobait sept villages dans la vallée de l'Ariège (Bouan, Sinsat, Aulos, Les Cabannes, Pech, Verdun, Albiès) et trois au débouché de la vallée d'Aston (Château-Verdun, Aston, Larcat). De plus, par le mariage de Louis Gaspard De Salles marquis de Gudanes avec Marie de Lordat en 1730, le Lordadais et les montagnes de Luzenac furent rattachés à la Baronnie de Gudanes dont la superficie atteignait presque celle de l'actuel canton des Cabannes. Ainsi ces seigneurs occupèrent sous l'Ancien Régime un rang éminent au sein de la noblesse ariégeoise.

## Politique et administration

### Découpage territorial
La commune de Pech est membre de la communauté de communes de la Haute Ariège, un établissement public de coopération intercommunale (EPCI) à fiscalité propre créé le 27 septembre 2016 dont le siège est à Luzenac. Ce dernier est par ailleurs membre d'autres groupements intercommunaux.
Sur le plan administratif, elle est rattachée à l'arrondissement de Foix, au département de l'Ariège, en tant que circonscription administrative de l'État, et à la région Occitanie.
Sur le plan électoral, elle dépend du canton de Haute-Ariège pour l'élection des conseillers départementaux, depuis le redécoupage cantonal de 2014 entré en vigueur en 2015, et de la première circonscription de l'Ariège  pour les élections législatives, depuis le redécoupage électoral de 1986.

### Liste des maires
| Période                                  | Période  | Identité          | Étiquette | Qualité  |
| ---------------------------------------- | -------- | ----------------- | --------- | -------- |
| 1989                                     | 2020     | François Oliveira | PS        | Retraité |
| 2020                                     | En cours | Véronique Subra   |           |          |
| Les données manquantes sont à compléter. |          |                   |           |          |

## Démographie
| 1800 | 1806 | 1821 | 1831 | 1836 | 1841 | 1846 | 1851 | 1856 |
| ---- | ---- | ---- | ---- | ---- | ---- | ---- | ---- | ---- |
| 147  | 212  | 242  | 240  | 240  | 238  | 235  | 227  | 172  |

| 1861 | 1866 | 1872 | 1876 | 1881 | 1886 | 1891 | 1896 | 1901 |
| ---- | ---- | ---- | ---- | ---- | ---- | ---- | ---- | ---- |
| 150  | 125  | 120  | 125  | 119  | 123  | 130  | 120  | 104  |

| 1906 | 1911 | 1921 | 1926 | 1931 | 1936 | 1946 | 1954 | 1962 |
| ---- | ---- | ---- | ---- | ---- | ---- | ---- | ---- | ---- |
| 106  | 103  | 90   | 81   | 79   | 78   | 86   | 74   | 63   |

| 1968 | 1975 | 1982 | 1990 | 1999 | 2005 | 2006 | 2010 | 2015 |
| ---- | ---- | ---- | ---- | ---- | ---- | ---- | ---- | ---- |
| 48   | 30   | 21   | 27   | 34   | 28   | 28   | 46   | 40   |

| 2020 | 2022 | - | - | - | - | - | - | - |
| ---- | ---- | - | - | - | - | - | - | - |
| 37   | 37   | - | - | - | - | - | - | - |

## Économie

### Emploi
| Division       | 2008   | 2013   | 2018   |
| -------------- | ------ | ------ | ------ |
| Commune        | 12,9 % | 4,5 %  | 17,6 % |
| Département    | 8,9 %  | 11,1 % | 11,2 % |
| France entière | 8,3 %  | 10 %   | 10 %   |

En 2018, la population âgée de 15 à 64 ans s'élève à 17 personnes, parmi lesquelles on compte 76,5 % d'actifs (58,8 % ayant un emploi et 17,6 % de chômeurs) et 23,5 % d'inactifs,. Depuis 2008, le taux de chômage communal (au sens du recensement) des 15-64 ans est supérieur à celui de la France et du département.
La commune est hors attraction des villes,. Elle compte 3 emplois en 2018, contre 10 en 2013 et 1 en 2008. Le nombre d'actifs ayant un emploi résidant dans la commune est de 10, soit un indicateur de concentration d'emploi de 30,1 % et un taux d'activité parmi les 15 ans ou plus de 38,2 %.
Sur ces 10 actifs de 15 ans ou plus ayant un emploi, 1 travaillent dans la commune, soit 10 % des habitants. Pour se rendre au travail, la totalité des habitants utilise un véhicule personnel ou de fonction à quatre roues.

### Activités hors agriculture
Deux établissements seulement relevant d’une activité hors champ de l’agriculture sont implantés  à Pech au 31 décembre 2019.

### Agriculture
|                                   | 1988 | 2000 | 2010 |
| --------------------------------- | ---- | ---- | ---- |
| Exploitations                     | 4    | 2    | 2    |
| Superficie agricole utilisée (ha) | 37   | 78   | 53   |

La commune fait partie de la petite région agricole dénommée « Région pyrénéenne ». En 2010, l'orientation technico-économique de l'agriculture  sur la commune est l'élevage de bovins pour la viande. Deux exploitations agricoles ayant leur siège dans la commune sont dénombrées lors du recensement agricole de 2010 (quatre en 1988). La surface agricole utilisée est de 53 ha.

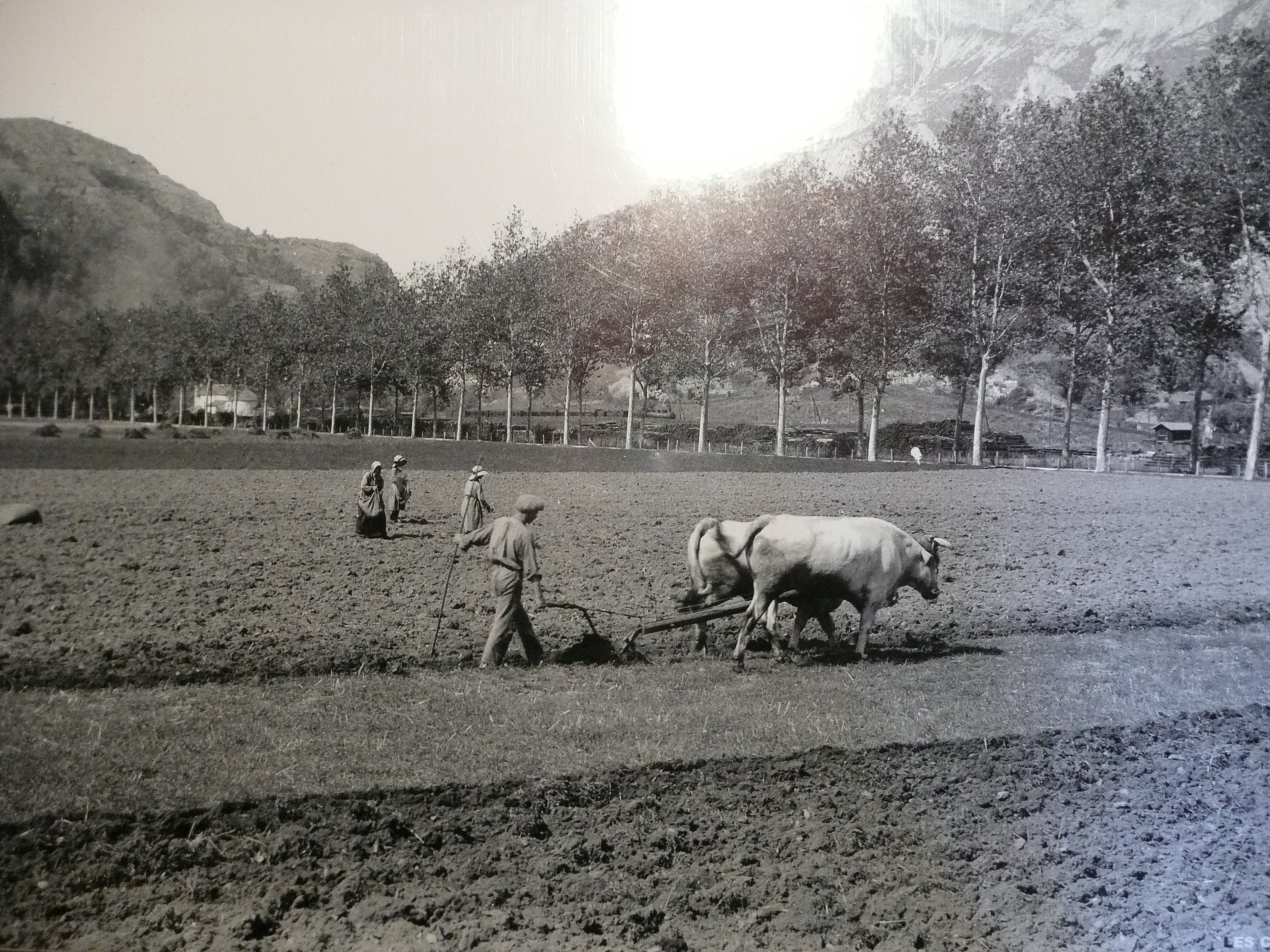
Scène de labours et de semailles de blés au quartier de la Bexane aux Cabannes au début du XXe siècle.

Depuis ses origines, l'agriculture a occupé une place prépondérante dans la vie du village comme dans celle des villages voisins. Le site de Pech présentait par la finesse de sa terre et la présence de sources, des qualités que les hommes ont très tôt repéré dans ces montagnes au relief difficile.
Au XIXe siècle, la très grande majorité des habitants sont signalés dans l'état civil comme des cultivateurs.
Les meilleures terres occupaient les rares espaces plats et celles de moindres valeurs s'étendaient sur des espaces pentus, lointains, mal desservis par les chemins où la terre était de qualité médiocre. Depuis des temps très anciens, les hommes avaient bravé les pentes de la montagne en édifiant de gigantesques terrasses de cultures au prix d'un travail de titan dont les vestiges sont encore visibles aujourd'hui notamment au-dessus du village de Pech.
Les cultures pratiquées autour du village se composaient essentiellement de seigle, sur les hautes terres, d'avoine et de sarrasin, sur les terres plus pauvres, de froment et surtout de pomme de terre. Un petit jardin potager était entretenu près des maisons. Au-delà, quelques pieds de vigne, élevés en hautins ou treilles, sous lesquels on semait du maïs et au milieu des haricots. Entre les quartiers Labeyre et Labernèse, on cultivait le chanvre. Après les moissons, les terres étaient labourées et laissées au repos jusqu'au printemps suivant (gareit d'estiou), ou semées en cultures dérobées, de navets, trêfle incarnat (farouch). Notons la présence d'autres plantes fourragères (luzerne, esparcet). Les terres bien fumées n'étaient jamais laissées au repos.
Les paysans étaient de grands consommateurs de bouillies plus que de pain. Ceux qui vivaient bien possédaient un petit bétail composé souvent d'une ou deux vaches (race Gasconne des Pyrénées), un âne pour les transports, quelques brebis (race tarasconnaise), des poules, lapins et un cochon que l'on sacrifiait pour les jours de fêtes… L'outillage agricole était des plus simples : faux, araires, fléaux, serpes, haches, carras (traîneau servant au transports dans les petits chemins pentus et accidentés). L'activité agricole était particulièrement intense en été avec la fauche des prés et les moissons. L'hiver les travaux étaient bien moins nombreux mais la vie sociale était très active avec les fêtes patronales du village et les veillées au coin du feu organisées dans les maisonnées. L'engrais dominant était le fumier qui manquait souvent cruellement comme le montrent les enquêtes agricoles menées dans la Haute-Ariège au milieu du XIXe siècle.
Les maisons en pierres apparentes du village se composaient de plusieurs étages. Le rez-de-chaussée était occupé par l'étable et on accédait à la principale pièce par un petit escalier. Dans la pièce principale se trouvait le foyer, une grande table, quelques bancs et des malles pour entreposer des objets divers. Dans les chambres, on trouvait plusieurs lits fermés par des rideaux pour préserver un minimum d'intimité. Une grange servant à entreposer le foin était souvent attenant à la maison d'habitation appelé « oustal ».
Au début du XIXe siècle, le canton des Cabannes était surpeuplé et toutes les terres disponibles de la montagne étaient cultivées parfois jusqu'à des altitudes démesurées.
De temps immémoriaux, les habitants de Pech jouissaient comme ceux des villages voisins de droits d'usages importants sur le domaine sylvo-pastoral de Gudanes. Ces droits s'étendaient sur des lieux nommés « Débèzes », « Labourieux » et « Haute montagne ». Ces droits d'usages étaient sans doute aussi anciens que la co-seigneurie de Château-Verdun. D'après Froidour, commissaire de la réformation des eaux et forêts en 1661, ces droits étaient si étendus qu'ils donnaient aux habitants l'impression d'être les vrais propriétaires de la montagne. Ces droits étaient consentis en échange du paiement d'un impôt annuel appelé « le fouage ». Dans les « Labourieux » situés à basse altitude autour des villages, les habitants avaient le droit de couper du bois pour se chauffer et pour fabriquer des outils aratoires. Les « Débèzes » servaient surtout à la dépaissance des bestiaux des habitants, le seigneur n'ayant pas le droit d'y introduire du bétail étranger moyennant redevance (« la Fourane »). La « Haute montagne » avait la même fonction. Ce droit de dépaissance qui avait lieu surtout en été supposait une entente sur les parcours que devait effectuer les Ramades (troupeaux de brebis) et Vacados (troupeaux de vaches) formées par les différents villages de la Baronnie et confiés à la garde de pâtres ou de bergers. La formation des troupeaux était à géométrie variable et les habitants de Pech étaient souvent associés avec ceux d'Albiès ou de Verdun. Les troupeaux séjournaient dans les jasses où se trouvaient des cabanes, lieux de rencontre entre les bergers, charbonniers et parfois contrebandiers. Les conflits entre les pâtres et bergers en montagne étaient fréquents et pouvaient prendre des tournures violentes comme le montrent les archives de la justice seigneuriales de Gudanes ou celles de la justice de paix au XIXe siècle. Ces droits d'usages s'étendaient aussi aux habitants de villages voisins de la Baronnie comme Miglos, Larnat ou Canillo en Andorre (traité de lies et passeries avec les Andorrans).
Au XIXe siècle, les droits d'usage dont jouissaient les habitants de Pech et des autres communes de l'ancienne Baronnie furent sérieusement mis à mal. D'une part parce que les nouveaux propriétaires du domaine de Gudanes veillèrent à restreindre au maximum ces droits et d'autre part à cause de la mise en application du nouveau code forestier en 1829 qui projetait de préserver les forêts des dégradations causées par la dépaissance des bestiaux. Dans les années 1850, les propriétaires de Gudanes consentirent à un cantonnement d'une partie de leur domaine au profit des anciennes communes usagères en échange d'un abandon de l'exercice des droits d'usage sur certaines parties de leurs bois. Le 12 janvier 1857, le tribunal civil de Foix attribua par cantonnement  aux communes 1/4 des terres de la Haute montagne et 9/10 des territoires de basse altitude de l'ancienne baronnie. À cette époque, l'exode rural s'accéléra et le village de Pech perdit de nombreux habitants. L'agriculture commença à occuper de moins en moins de bras. Les terres des hautes soulanes qui nécessitaient un travail harassant furent abandonnées et livrées à la friche. La première guerre mondiale portera un coup fatal à l'agriculture ancienne de montagne. Au retour de la guerre, les hommes n'eurent pas la force de remettre en culture ces terres et de nombreux jeunes cherchèrent à s'employer dans l'industrie (Péchiney, Forges de Niaux et de Gudanes, Talc de Luzenac…), la fonction publique naissante ou aux colonies. La mécanisation dans l'agriculture fit timidement son apparition dans les années 1960. Les cultures vivrières furent abandonnées au profit d'une spécialisation orientée vers l'élevage. En 2009, il reste une exploitation agricole d'élevage de vache gasconne à Pech.

### La métallurgie, les forgeurs, les charbonniers et les mines

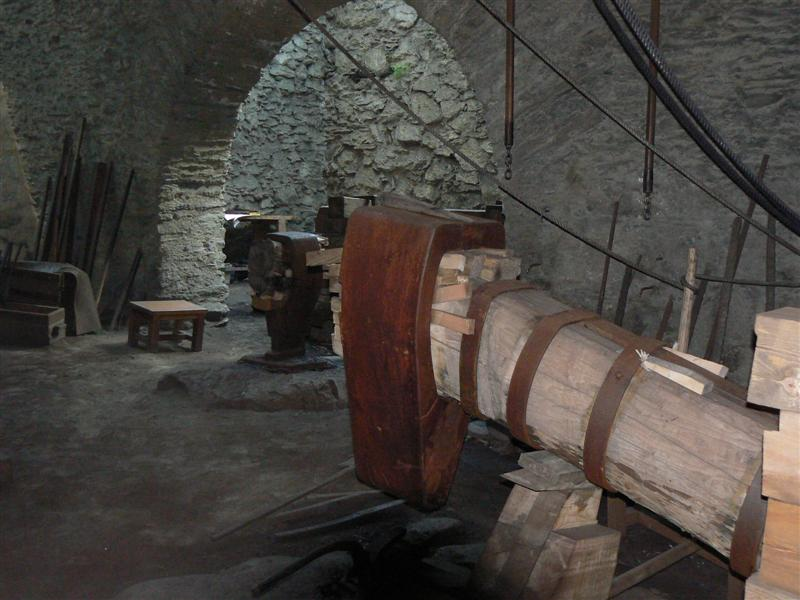
L'intérieur d'une forge catalane.

Dès le début du Moyen Âge, la Haute Ariège s'était spécialisée dans la production du fer. Le développement de cette activité allait profiter aux habitants de Pech lors des siècles suivants. En 1234, Pierre Arnaud Ier, co-seigneur de Château-Verdun, inféoda un terrain situé au bout du pont d'Albiès pour la construction d'une mouline à fer alimentée par le minerai et le bois de sa seigneurie. Cet acte donna un coup d'envoi décisif au développement de la métallurgie qui s'accéléra dans les siècles suivants avec l'apparition d'innovations qui vont lentement donner naissance aux forges catalanes.

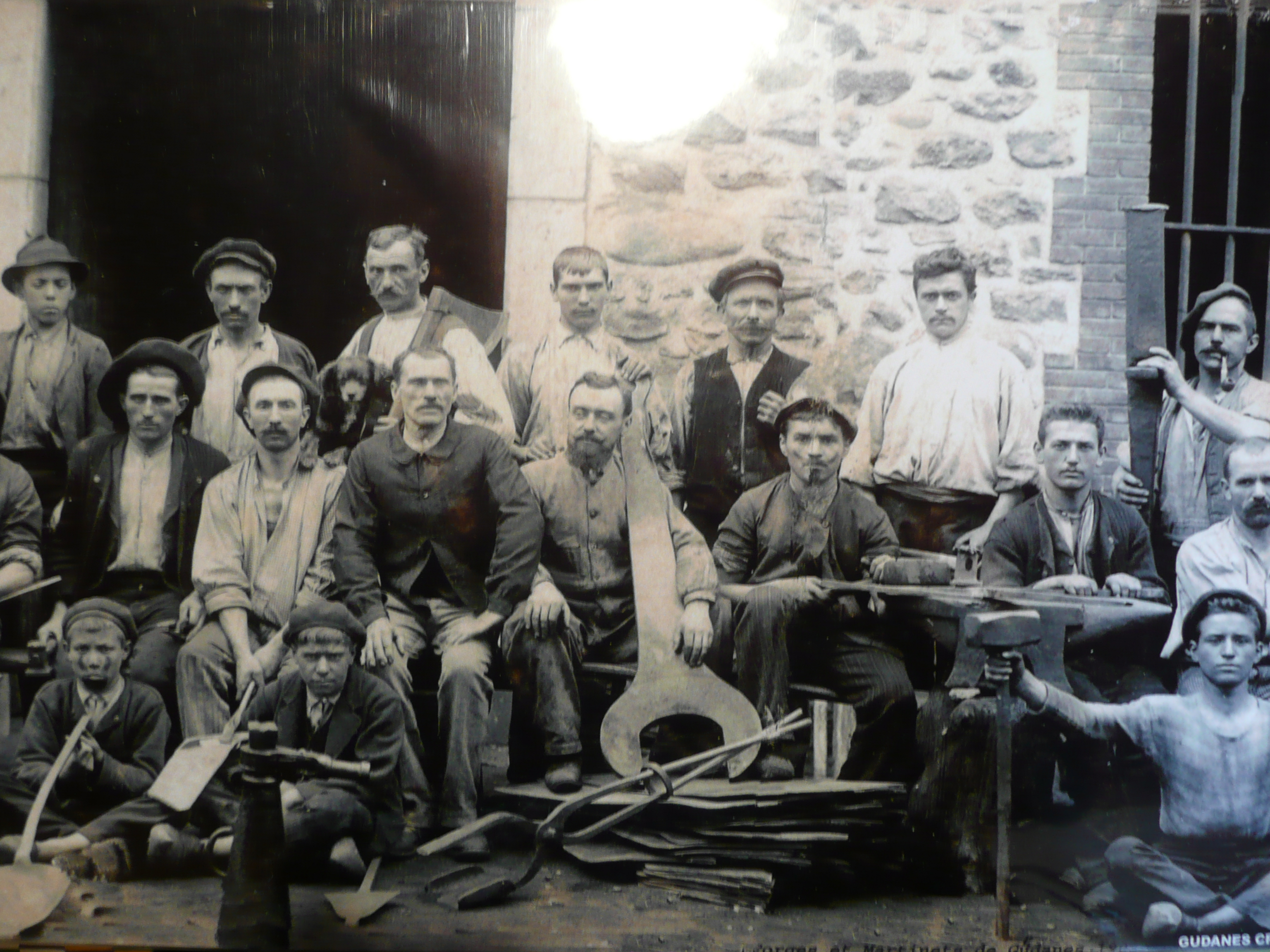
Une brigade d'ouvriers des forges et martinets de Gudanes en 1903.

En 1293, un accord décisif intervient entre le comte de Foix et les co-seigneurs de Château-Verdun au sujet des mines de fer qui existaient sur les territoires autour de Pech, de Château-Verdun et de Larcat. Le règlement minier de 1293 est contemporain de celui de Vicdessos. Il existe encore aujourd'hui sur le territoire de la commune de Pech des traces nombreuses de l'exploitation du minerai de fer (trous, excavations…) à différentes époques plus ou moins anciennes. L'exploitation fut surtout l'œuvre de paysans qui se sont parfois contentés de recueillir les affleurements de minerai pour compléter leurs revenus. En 1692, on tirait a Château-Verdun du minerai de deux galeries où était installée une pompe à bras pour aspirer les eaux. Au début du XVIIIe siècle, ces mines fonctionnaient encore. Il est possible que des habitants de Pech se soient adonnés à cette activité.
Le cartulaire des archives du château de Foix pour l'abbaye de Boulbonne précise qu'en 1413, il existait plusieurs moulins à fer dans la co-seigneurie de Château-Verdun. La chronologie s'affine par la suite. En 1473, une mouline est indiquée en ruine à Château-Verdun. En 1484, une mouline existe à Aston. En 1491, l'existence de 2 nouvelles moulines est révélée dans la vallée d'Aston, "la una al loc de Sigueille et l'autra al loc de Riète". En 1553, une mouline serait située aux Cabannes. En 1648, une forge est en activité aux Galis et en 1649 une autre se trouve à Esclarans dans la vallée d'Aston à une altitude relativement élevée. En 1669, le marquis de Gudanes possédait 6 forges dans sa Baronnie : Sirbal et son moulin à scier, Riète, Sigueille, Château-Verdun, Aston, Esclarans en ruine. Celles de Galis, d'Albiès et des Cabannes ne sont pas indiquées. En 1720, ce nombre est réduit à 4. En 1750, la forge de Luzenac qui se situait à l'emplacement actuel de l'usine de talc est emportée par une inondation. En 1786, on signale trois forges en activité : celle de Château-Verdun, la Forge-Neuve construite à côté et celle d'Aston. Au XIXe siècle, l'activité se réduit à deux ou trois usines en activité qui fonctionnent de façon intermittente. Entre 1871 et 1883, les Baudon de Mony, nouveaux propriétaires du domaine de Gudanes rénovent la Forge neuve seule en activité et construisent à Château-Verdun une usine métallurgique et des martinets produisant des outils, pioches, bêches, socs de charrues.
Ces usines fermèrent à la fin des années 1950 marquant la fin de l'épopée du fer dans le canton des Cabannes. Les ruines de ces usines sont encore visibles depuis la route qui relie Château-Verdun à Aston. Les activités gravitant autour des moulines devenues forges par les progrès techniques réalisés au fil du temps (mise en place d'un appareil de soufflerie novateur au XVIIe siècle : la trompe des Pyrénées) occupèrent quantités de bras dans le village de Pech. Pour faire fonctionner ces petites usines à la montagne, il fallait des mineurs, des charbonniers, des voituriers en grand nombre. La plupart de ces activités constituaient souvent un revenu d'appoint fort appréciable pour les paysans. Les ouvriers de ces petites usines étaient appelés "Forgeurs" ou "Fargayres" dans la langue du pays. Ils étaient très nombreux à vivre à Pech. Certains travaillaient dans les forges autour du village, d'autre partaient travailler pendant plusieurs mois dans les autres usines dans les Pyrénées Orientales, en Espagne ou en Andorre. Ils formaient une véritable communauté à part dans le village, avec ses habitudes, ses codes et son savoir-faire technique jalousement gardé et transmis de pères en fils. Beaucoup savaient lire et écrire et la plupart des maires du villages qui se sont succédé au XIXe siècle étaient des forgeurs. Ils avaient acquis une certaine aisance malgré la dureté du travail mais ils restaient avant tout des paysans car ils travaillaient la terre lorsque les forges chômaient où lorsqu'ils ne travaillaient pas. Les niveaux de fortune pouvaient cependant varier en fonction du poste qu'ils occupaient dans la forge (maître ou valet) et de leur degré d'activité. Les registres d'état civil de la commune de Pech nous ont transmis quelques noms de ces dynasties de forgeurs : Buc, Marty, Bouzigue, Carol, Roques, Fourès… Dans la première moitié du XIXe siècle, ils constituaient plus de la moitié de la population du village. Lorsque les forges périclitèrent à la fin du XIXe siècle, beaucoup partirent gonfler les bataillons de l'exode rural

## Culture locale et patrimoine

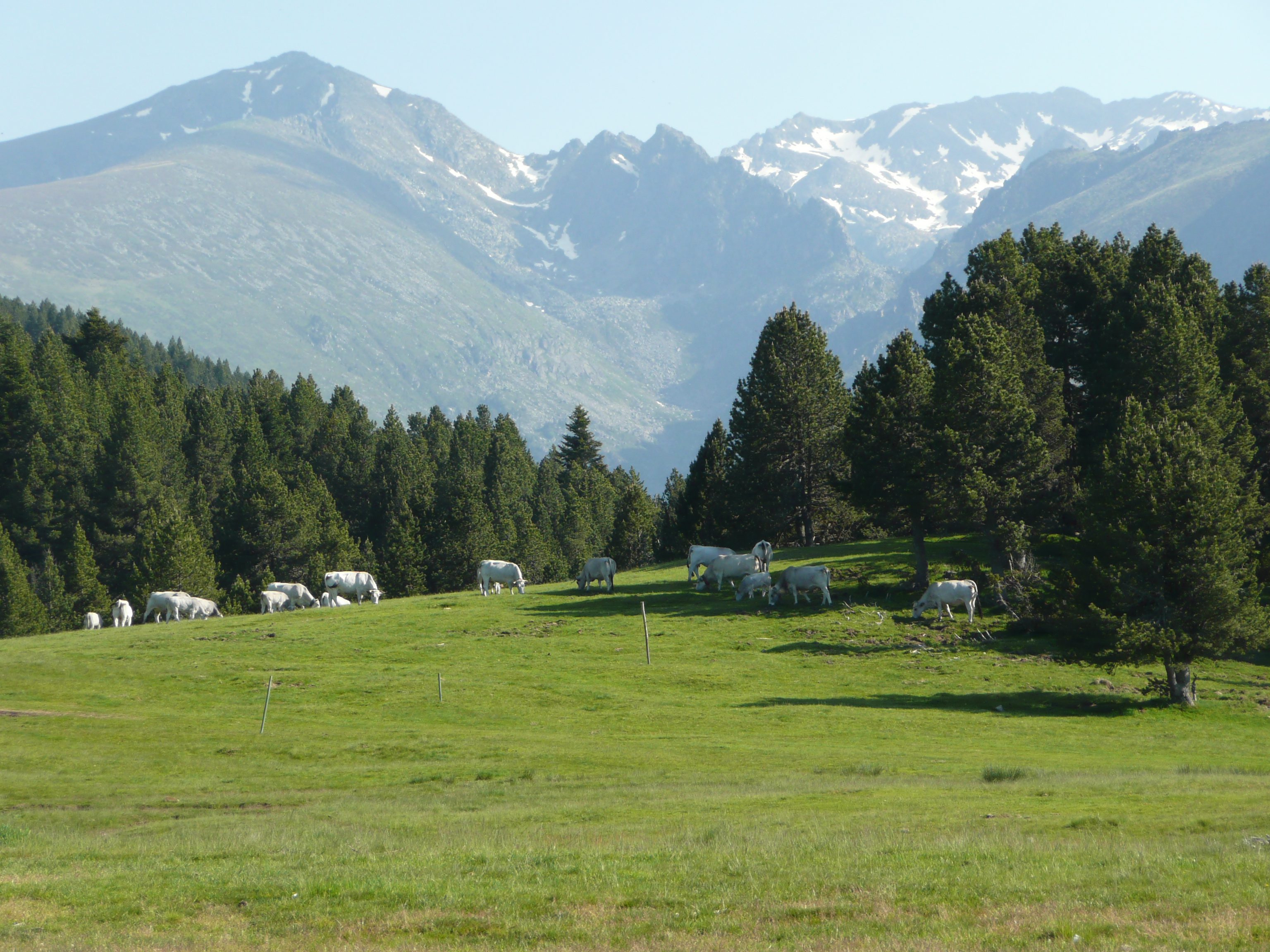
Vaches gasconnes sur les estives de Pech.

### Lieux et monuments
L'activité agricole et pastorale de la commune a laissé de nombreuses traces (cabanes de montagnes, chemins et terrasses de cultures parfois spectaculaires, forêts de sapins et estives).
- La cabane de Mounégou (1 700 mètres d'altitude environ) sur la route du plateau de Beille et ouverte au public.
- La cabane de Pierrefitte (1 500 mètres d'altitude environ) récemment rénovée avec un très beau point de vue sur la vallée d'Aston en contrebas.

### Personnalités liées à la commune
- Jean Gource (1768-1837), porte-parole de la grève des forgeurs de la Haute-Ariège sous le Premier Empire.
- Jean Castel, maire de Pech (PS), né à Rabastens (Tarn), conseiller général du canton des Cabannes, ancien professeur de lycée (Toulouse), ancien président de la MRIFEN (Mutuelle enseignante).

### Festivités
La fête locale se déroule le 1er week-end du mois d'août.

### Activités sportives
Le Tour de France cycliste (comme la 14e étape du Tour de France 2007) et la Route du Sud traverse le territoire communal lors de l'ascension vers le plateau de Beille.